# 소년과 어영대장
《소년과 어영대장》(少年과 御營大將)은 조선민주주의인민공화국의 인형극 애니메이션이다.

## 줄거리
조선시대의 한 마을에서 어영대장이라 불리던 폭군같은 사또로 인해 많은 사람들이 공포에 떨고 있던 가운데, 한 소년이 스승으로부터 수련을 하여 어영대장을 몰아낼 계획을 세운다.

## 만든 사람들
- 각색: 김용권
- 연출: 리인철
- 책임미술: 정효섭
- 촬영: 김창호, 서광
- 조종: 신상철, 김은영
- 작곡: 백인선
- 노래: 평양률곡고등중학교
- 연주: 영화및방송음악단
  - 지휘: 김철의
- 《김일성훈장》을 수여받은 조선과학교육영화촬영소 아동영화창작단